# منجح بن سهم
منجح بن سهم كان من بين المشتشهدين في معركة كربلاء.

## النسب
كانت أم منجح جارية، اشتراها الحسين بن علي من نفل بن الحارث بن عبد المطلب، فأعتقها. وتزوجت عبدًا آخر اسمه سهم وهو والد منجح. وأصبح منجح مُقربًا للسجاد، حيث كان في خدمته أثناء مرضه.
عندما غادر الحسين المدينة المنورة إلى مكة مع عائلته، غادر منجي المدينة المنورة أيضًا مع أمه.

## في يوم عاشوراء
وفي الموجة الأولى من هجوم أعداء الحسين بن علي، استشهد عشرة من موالي علي بن أبي طالب والحسين، بحسب ابن شهر آشوب. وكان اسم قاتل منجح: الحسن بن بكر الحنظلي. وقد ورد اسم منجح صراحة في زيارة الشهداء كشهيد في معركة كربلاء.